# Santa Maria (Ilocos Sur)
Santa Maria is een gemeente in de Filipijnse provincie Ilocos Sur op het eiland Luzon. Bij de laatste census in 2010 telde de gemeente bijna 29 duizend inwoners.

## Geografie

### Bestuurlijke indeling
Santa Maria is onderverdeeld in de volgende 33 barangays:
| - Ag-agrao - Ampuagan - Baballasioan - Baliw Daya - Baliw Laud - Bia-o - Butir - Cabaroan - Danuman East - Danuman West - Dunglayan | - Gusing - Langaoan - Laslasong Norte - Laslasong Sur - Laslasong West - Lesseb - Lingsat - Lubong - Maynganay Norte - Maynganay Sur - Nagsayaoan | - Nagtupacan - Nalvo - Pacang - Penned - Poblacion Norte - Poblacion Sur - Silag - Sumagui - Suso - Tangaoan - Tinaan |

## Demografie
Santa Maria had bij de census van 2010 een inwoneraantal van 28.597 mensen. Dit waren 595 mensen (2,1%) meer dan bij de vorige census van 2007. Ten opzichte van de census van 2000 was het aantal inwoners gegroeid met 2.201 mensen (8,3%). De gemiddelde jaarlijkse groei in die periode kwam daarmee uit op 0,80%, hetgeen lager was dan het landelijk jaarlijks gemiddelde over deze periode (1,90%).

De bevolkingsdichtheid van Santa Maria was ten tijde van de laatste census, met 28.597 inwoners op 63,31 km², 451,7 mensen per km².